# Leonas Baltrūnas
Leonas Baltrūnas, né le 20 octobre 1914, à Riga, en République socialiste soviétique de Lettonie et mort le 20 avril 1993, à Melbourne, en Australie, est un ancien joueur et entraîneur de basket-ball lituanien.

## Palmarès
- Champion d'Europe 1937
- Champion d'Europe 1939